# Yeltsin Tejeda
Jeltsin Ignacio Tejeda Valverde (født 17. marts 1992) er en costaricansk fodboldspiller, der spiller for Herediano. Han spiller som defensiv midtbanespiller og er også en del af Costa Ricas landshold.
Han er opkaldt efter den russiske præsident Boris Yeltsin..

## Landsholdet
Han blev udtaget til VM i fodbold 2014 i Brasilien.
Han blev udtaget i Costa Ricas trup til VM i fodbold 2018 i Rusland.